# Acanthomyops latipes
Acanthomyops latipes là một loài kiến thuộc họ Formicidae. Đây là loài đặc hữu của Bắc Mỹ.